# Kanadische Biathlonmeisterschaften 2012
Die Kanadischen Biathlonmeisterschaften 2012 wurden vom 14. bis 18. März auf dem kanadischen Militärstützpunkt Valcartier in der Nähe von Québec ausgetragen. Es gab für Männer und Frauen jeweils ein Massenstartrennen, einen Sprint und eine Verfolgung. Ausgerichtet wurden die Meisterschaften durch die Association des clubs de Biathlon du Québec. Neben den kanadischen Biathleten nahmen auch US-Amerikaner als Gaststarter an den Wettkämpfen teil.

## Männer

### Massenstart 15 km
| Platz | Sportler           | Zeit    | Schieß- fehler |
| ----- | ------------------ | ------- | -------------- |
| 1     | Marc-André Bédard  | 42:49.2 | 1-1-1-2        |
| 2     | Patrick Côté       | +1:12.3 | 0-0-3-1        |
| 3     | Scott Gow          | +1:50.6 | 0-1-0-3        |
| 4     | Vincent Blais      | +3:11.0 | 0-1-1-1        |
| 5     | Raileigh Goessling | +3:15.2 | 0-2-2-2        |
| 6     | David Grégoire     | +3:58.3 | 0-1-3-3        |
| 7     | Kurtis Wenzel      | +4:35.2 | 1-3-1-4        |
| 8     | Matt Neumann       | +4:50.7 | 2-2-2-3        |
| 9     | Beau Thompson      | +6:06.1 | 1-1-4-0        |
| 10    | Tyson Smith        | +6:49.1 | 2-0-2-3        |

Datum: Donnerstag, 15. März 2012

Es starteten vierzehn Läufer, darunter der fünftplatzierte Raileigh Goessling aus den Vereinigten Staaten.

### Sprint 10 km
| Platz | Sportler           | Zeit    | Schieß- fehler |
| ----- | ------------------ | ------- | -------------- |
| 1     | Marc-André Bédard  | 27:33.6 | 1-2            |
| 2     | Scott Gow          | +6.5    | 0-1            |
| 3     | Kurtis Wenzel      | +48.8   | 0-1            |
| 4     | Tyson Smith        | +1:49.9 | 0-1            |
| 5     | David Grégoire     | +2:15.7 | 0-2            |
| 6     | Vincent Blais      | +2:37.1 | 1-1            |
| 7     | Patrick Côté       | +2:43.5 | 2-2            |
| 8     | Beau Thompson      | +3:00.3 | 1-1            |
| 9     | Matt Neumann       | +3:03.8 | 3-2            |
| 10    | Raileigh Goessling | +3:09.0 | 2-0            |

Datum: Samstag, 17. März 2012

Neben Raileigh Goessling war unter den 14 Startern mit Eli Walker ein weiterer US-Athlet.

### Verfolgung 12,5 km
| Platz | Sportler          | Zeit     | Schieß- fehler |
| ----- | ----------------- | -------- | -------------- |
| 1     | Marc-André Bédard | 40:57.0  | 1-0-1-2        |
| 2     | Scott Gow         | +1:46.1  | 0-0-1-3        |
| 3     | Vincent Blais     | +2:29.8  | 0-0-0-1        |
| 4     | David Grégoire    | +2:39.3  | 1-1-0-0        |
| 5     | Kurtis Wenzel     | +3:15.1  | 0-2-1-0        |
| 6     | Patrick Côté      | +3:26.5  | 0-2-1-0        |
| 7     | Tyson Smith       | +4:09.1  | 0-0-2-1        |
| 8     | Matt Neumann      | +4:12.6  | 0-0-4-1        |
| 9     | Beau Thompson     | +6:19.9  | 0-2-1-0        |
| 10    | Alex Frost        | +10:28.4 | 1-0-2-0        |

Datum: Sonntag, 18. März 2012

Alle Teilnehmer des Sprints gingen mit Ausnahme des letztplatzierten Eli Walker auch in der Verfolgung an den Start. Raileigh Goessling beendete nach sechs Fehlern bei den ersten beiden Schießeinlagen das Rennen nicht.

## Frauen

### Massenstart 10 km
| Platz | Sportler            | Zeit     | Schieß- fehler |
| ----- | ------------------- | -------- | -------------- |
| 1     | Rosanna Crawford    | 45:13.3  | 1-0-1-0        |
| 2     | Claude Godbout      | +1:25.3  | 0-1-1-3        |
| 3     | Yolaine Oddou       | +3:19.2  | 1-2-2-2        |
| 4     | Katrina Howe        | +3:51.5  | 2-0-0-1        |
| 5     | Melanie Schultz     | +5:22.0  | 1-1-5-3        |
| 6     | BethAnn Chamberlain | +6:34.0  | 2-3-3-2        |
| 7     | Karen Messenger     | +6:55.5  | 3-0-2-1        |
| 8     | Jennifer Paterson   | +10:34.6 | 0-1-1-2        |
| 9     | Carly Shiell        | +11:25.9 | 0-2-1-3        |
| 10    | Betsy Mawdsley      | +14:41.1 | 2-1-2-2        |

Datum: Donnerstag, 15. März 2012

Es starteten zehn von elf gemeldeten Läuferinnen, darunter mit Katrina Howe und BethAnn Chamberlain zwei US-Amerikanerinnen.

### Sprint 7,5 km
| Platz | Sportler            | Zeit    | Schieß- fehler |
| ----- | ------------------- | ------- | -------------- |
| 1     | Rosanna Crawford    | 24:28.2 | 0-1            |
| 2     | Yolaine Oddou       | +53.5   | 0-0            |
| 3     | Melanie Schultz     | +1:10.9 | 0-1            |
| 4     | Claude Godbout      | +1:40.6 | 1-3            |
| 5     | BethAnn Chamberlain | +2:11.0 | 1-1            |
| 6     | Katrina Howe        | +2:25.0 | 0-1            |
| 7     | Karen Messenger     | +4:19.4 | 1-0            |
| 8     | Carly Shiell        | +5:49.1 | 1-2            |
| 9     | Betsy Mawdsley      | +6:38.3 | 1-1            |
| 10    | Jennifer Paterson   | +8:00.7 | 1-2            |

Datum: Samstag, 17. März 2012

Es starteten alle zehn gemeldeten Läuferinnen.

### Verfolgung 10 km
| Platz | Sportler            | Zeit     | Schieß- fehler |
| ----- | ------------------- | -------- | -------------- |
| 1     | Rosanna Crawford    | 37:48.0  | 0-1-1-1        |
| 2     | Claude Godbout      | +11.4    | 0-1-1-0        |
| 3     | Yolaine Oddou       | +2:16.9  | 1-2-0-1        |
| 4     | Melanie Schultz     | +3:16.8  | 0-4-0-0        |
| 5     | BethAnn Chamberlain | +3:54.1  | 1-2-2-0        |
| 6     | Katrina Howe        | +6:06.1  | 1-0-2-3        |
| 7     | Karen Messenger     | +8:22.5  | 0-0-3-3        |
| 8     | Betsy Mawdsley      | +9:54.1  | 1-0-1-1        |
| 9     | Jennifer Paterson   | +10:37.7 | 0-2-1-1        |
| 10    | Carly Shiell        | +11:34.3 | 2-3-2-3        |

Datum: Sonntag, 18. März 2012

Alle Teilnehmerinnen des Sprints nahmen auch am Verfolger teil.

## Junioren
Massenstart 12,5 km 15. März 2012 (Top 3)
| Platz | Sportler             | Zeit    | Schieß- fehler |
| ----- | -------------------- | ------- | -------------- |
| 1     | Aaron Gillmor        | 42:51.6 | 1-1-3-3        |
| 2     | Maxime Giguère Viger | +16.9   | 1-0-2-1        |
| 3     | Andrew Chisholm      | +34.8   | 0-1-1-1        |

Sprint 10 km 17. März 2012 (Top 3)
| Platz | Sportler              | Zeit    | Schieß- fehler |
| ----- | --------------------- | ------- | -------------- |
| 1     | Aaron Gillmor         | 29:01.3 | 0-1            |
| 2     | Macx Davies           | +1:35.2 | 1-2            |
| 3     | Rémi Grégoire Jacques | +1:50.5 | 0-1            |

Verfolgung 12,5 km 18. März 2012 (Top 3)
| Platz | Sportler              | Zeit    | Schieß- fehler |
| ----- | --------------------- | ------- | -------------- |
| 1     | Aaron Gillmor         | 43:49.2 | 0-1-1-0        |
| 2     | Macx Davies           | +1:36.9 | 1-1-0-2        |
| 3     | Rémi Grégoire Jacques | +1:49.3 | 0-0-1-2        |

## Juniorinnen
Massenstart 10 km 15. März 2012 (Top 3)
| Platz | Sportler            | Zeit    | Schieß- fehler |
| ----- | ------------------- | ------- | -------------- |
| 1     | Audrey Vaillancourt | 36:18.1 | 4-1-0-0        |
| 2     | Emma Lodge          | +2:17.2 | 0-1-0-2        |
| 3     | Keely MacCulloch    | +3:23.0 | 1-0-3-1        |

Sprint 7,5 km 17. März 2012 (Top 3)
| Platz | Sportler            | Zeit    | Schieß- fehler |
| ----- | ------------------- | ------- | -------------- |
| 1     | Audrey Vaillancourt | 28:04.8 | 1-1            |
| 2     | Emma Lunder         | +54.6   | 0-3            |
| 3     | Keely MacCulloch    | +1:54.6 | 0-3            |

Verfolgung 10 km 18. März 2012 (Top 3)
| Platz | Sportler            | Zeit    | Schieß- fehler |
| ----- | ------------------- | ------- | -------------- |
| 1     | Audrey Vaillancourt | 40:37.9 | 1-1-0-0        |
| 2     | Keely MacCulloch    | +2:09.9 | 0-0-0-1        |
| 3     | Emma Lunder         | +2:29.8 | 1-1-1-0        |